# François Bouton
François Bouton, hrabia de Chamilly (ur. 1663, zm. 1722) – francuski wojskowy i dyplomata.
Poseł nadzwyczajny (envoyé extraordinaire) w Kopenhadze w latach 1698–1702.
W 1702 roku de Chamilly udzielił azylu pułkownikowi duńskiej armii Ernstowi Bogislawowi Schliebenowi, który zdefraudował pieniądze pobrane na zaciąg wojska i był teraz ścigany przez kopenhaską policję. Azyl uzasadniał ambasador tym, że: „prawo azylu zostało ustanowione na rzecz wszystkich ambasadorów christianitas”, lecz nawet jego rząd nie poparł tego rozumowania i odwołał de Chamilly'ego.
Jeszcze w 1702 roku mianowany został na  feldmarszałka duńskiej armii. W 1714 hrabia de Chamilly został gubernatorem La Rochelle.